# Yueyang
Yueyang (岳阳; pinyin: Yuèyáng) è una città-prefettura della provincia cinese dell'Hunan che sorge sulle rive del lago Dongting. Nel 2008 la città aveva 5.453.900 abitanti. La maggiore attrazione della città è la celebre torre di Yueyang (岳阳楼 Yuèyánglóu).

## Storia
L'area su cui sorge attualmente Yueyang in epoca Han fece parte della prefettura (jùn 郡) di Changsha (长沙) e divenne una prefettura a sé nel 210 nel periodo dei Tre Regni con il nome di Hanchang (汉昌).
Durante il turbolento periodo Jin Yueyang perse lo status di prefettura e ebbe numerosi cambiamenti amministrativi rimanendo per lo più sottoposta alla contea (Xiàn 县) di Changsha (allora nota come Wuhan Xian 吴昌县).
Nel 589 fu costituita la contea di Yueyang (Yueyang Xian 岳阳县). Con la Dinastia Sui l'area fu rinominata prefettura (zhōu 州) di Yue, Yue Zhou (岳州).
Durante la dinastia dei Song Meridionali (1127-1279) Yueyang divenne una prefettura militare e fu circondata da mura fortificate per difenderla dagli attacchi dei Jin che controllavano la Cina settentrionale.
Nel 1852 fu conquistata dai ribelli Taiping nella loro marcia verso Nanchino.

## La Torre di Yueyang
La prima costruzione della torre risale al periodo iniziale dei Tre Regni quando lo stato di Wu (吳) inviò lo statista Lu Su (鲁肃) (172–217) ad edificare una struttura di difesa e una flotta nel punto in cui si potesse controllare il lago Dongting e la bocca del suo emissario nel Chang Jiang. Da allora la torre fu più volte ricostruita. La sua fama è dovuta principalmente al poeta Fan Zhongyan (范仲淹) (989–1052) che compose lo Yueyang Lou Ji (岳陽樓記)(), Memorie della Torre di Yueyang, per omaggiare Teng Zijing (滕子京) che nel 1044 ristrutturò la torre in qualità di governatore locale. La sua descrizione del luogo è considerata tuttora in Cina come uno dei massimi esempi di prosa in cinese classico (文言文). 

## Amministrazione

### Suddivisioni amministrative
- Distretto di Junshan
- Distretto di Yueyanglou
- Distretto di Yunxi
- Linxiang
- Miluo
- Contea di Huarong
- Contea di Pingjiang
- Contea di Xiangyin
- Contea di Yueyang

### Gemellaggi
- Numazu, dal 1985
- Titusville, dal 1988
- Castlegar, dal 1992
- Stara Zagora, dal 1992
- Città di Cockburn, dal 1998
- Cupertino, dal 2005
- Salinas, dal 2010